# Villalonga (Buenos Aires)
Villalonga is een plaats in het Argentijnse bestuurlijke gebied Patagones in de provincie Buenos Aires. De plaats telt 3.705 inwoners.